# ドーナツ経済学
ドーナツ経済学（ドーナツけいざいがく、英語: Doughnut economics）とは、イギリスの経済学者ケイト・ラワースが提唱した、人間の基本的なニーズと地球の限界との間にバランスをとる経済モデルである。ドーナツという形は、社会的基盤と環境的限界という二つの要素によって定義される、経済活動の理想的な領域を表している。
ドーナツ経済学は、2012年にラワースが出版した著書『Doughnut Economics: Seven Ways to Think Like a 21st-Century Economist』で初めて登場した概念である。この本では、21世紀に適した経済学を展開するために必要な7つの洞察力を提示し、従来の成長至上主義や市場原理主義に代わる、よりバランスの取れた視点を提案している。日本では2018年に『ドーナツ経済学が世界を救う 人類と地球のためのパラダイムシフト』として翻訳出版されている。
ドーナツ経済学では、第一の優先事項として経済・社会を「成長させる」ことではなく「繁栄させる」ことを目指す。繁栄とは、誰もが自分の「尊厳」を保つことができ、やりたいこと、なりたいものを選べる「機会」が与えられることであり、一人ひとりの潜在的な能力（健康や創造性など）が引き出され、信頼できる人々の「コミュニティ」と、地球の限られた資源内（＝ドーナツ）のなかで、幸福に暮らすことができることである。
これからの経済モデルとして、ドーナツ経済学は環境再生的（リジェネラティブ）で分配的（ディストリビューティブ）なものを提唱する。環境再生的とは、資源を何度も利用し、ごみを出さない設計にすることや、太陽光・風力・潮力などをエネルギー源とし、廃棄物を次の生産活動に活かせるような設計をすることで環境を再生することである。分配的とは、国際的な不平等・不公正はもちろんだが、国内での貧富の差が出ないよう、分配を行える経済を設計することである。
ドーナツ経済学は、その視覚的なフレームワークと科学的な根拠によって、持続可能な開発に関する大きな議論の場を提供している。教育やコミュニティ、ビジネスや政府、町や都市や国々など、さまざまな分野で議論され、実践されている。